# Hamari Traoré
Hamari Traoré (* 27. Januar 1992 in Bamako) ist ein malischer Fußballspieler. Er steht bei Real Sociedad unter Vertrag.

## Karriere

### Verein
Im Jahr 2013 kam Traoré von Paris FC zum belgischen Erstligisten Lierse SK. Am 30. Oktober 2013 debütierte er in der belgischen 1. Division im Spiel gegen Sporting Lokeren, das mit einer 0:1-Auswärtsniederlage endete.
Nach zwei Jahren beim KSC Lokeren wechselte er schließlich zum französischen Erstligisten Stade Reims. Er schoss insgesamt 4 Tore.
Im Jahr 2017 verließ Traoré Stade Reims und wechselte zum Ligakonkurrenten Stade Rennes, wo er einen Vierjahresvertrag unterschrieb. Er holte mit dem Verein den französischen Pokal 2018/19.
Nach sechs Jahren dort wechselte er im Juni 2023 zu Real Sociedad und unterschrieb dort einen Vertrag bis 2025.

### Nationalmannschaft
Traoré wurde in die malische Fußballnationalmannschaft berufen und gab sein Debüt in einem 4-1 Freundschaftsspiel gegen Burkina Faso.

## Erfolge
- Französischer Ligapokalsieger: 2019